# المواطن برص (فلم)
المواطن برص هو فيلم مصري من إنتاج عام 2014، بطولة رامي غيط ودينا فؤاد ومن تأليف رفيق مكرم وإخراج رامي غيط.

## قصة الفيلم
تدور أحداث الفيلم حول شخصية «البرص» التي قام بتجسيدها رامي غيط من قبل في فيلم "دكان شحاتة"، ويحكي قصة شاب عاطل من منطقة عشوائية يدعى (البرص)، يريد الزواج من الفتاة التي يحبها، ولكن تواجهه الكثير من العقبات في سبيل تحقيق ذلك.

## طاقم التمثيل
- رامي غيط
- دينا فؤاد
- باسم سمرة
- رجاء الجداوي
- لطفي لبيب
- عمرو عبد العزيز
- سامي مغاوري
- سعيد طرابيك
- بدرية طلبة

## فريق العمل
- إخراج: رامي غيط
- تأليف: رفيق مكرم
- إنتاج: أفلام محمد أبو العزم
- توزيع: الشركة العربية للإنتاج والتوزيع السينمائي
- مونتاج: مها رشدي
- موسيقى تصويرية': إبراهيم شامل
- مدير التصوير: حافظ الكيلاني

## وصلات خارجية
- المواطن برص على موقع IMDb (الإنجليزية)
- المواطن برص على موقع الدهليز
- المواطن برص على موقع قاعدة بيانات الأفلام العربية
- المواطن برص على موقع فيلمافينيتي (الإسبانية)
- المواطن برص على موقع قاعدة بيانات الفيلم (الإنجليزية)
- المواطن برص على موقع ليتربوكسد (الإنجليزية)